# Osvit
Osvit je fotometrická veličina, definovaná jako plošná hustota světelného množství, které dopadlo na danou plochu v časovém intervalu (osvětlivost v čase).
Značí se H.
Její jednotkou je lux.sekunda (lx.s).
{\displaystyle H=E\cdot t={\frac {\mathrm {d} \Phi }{\mathrm {d} A}}\cdot t}